# Pokal Nogometne zveze Slovenije 2016-2017
La Pokal Nogometne zveze Slovenije 2016./17. (in lingua italiana: Coppa della federazione calcistica slovena 2016-17), detta semplicemente Pokal Slovenije 2016./17., fu la ventiseiesima edizione della coppa nazionale di calcio della Repubblica di Slovenia.
A vincere fu il Domžale, al suo secondo titolo nella competizione.

Questo successo diede ai giallo-blu l'accesso al primo turno di qualificazione della UEFA Europa League 2017-2018.
Il capocannoniere fu Leon Benko, dell'Olimpia Lubiana, con 4 reti.

## Partecipanti
Le 10 squadre della 1. SNL 2015-2016 sono ammesse di diritto. Gli altri 18 posti sono stati assegnati alle vincitrici e alle finaliste delle 9 coppe inter–comunali.

### Ammesse di diritto
- Celje
- Domžale
- Gorica
- Koper
- Krka
- Krško
- Maribor
- Olimpia Lubiana
- Rudar Velenje
- Zavrč

### Qualificate attraverso le coppe
| Coppe inter–comunali | Coppe inter–comunali | Coppe inter–comunali | Coppe inter–comunali |
| Associazione         | Squadre              | Squadre              |                      |
| -------------------- | -------------------- | -------------------- | -------------------- |
| MNZ Lubiana          | Dob                  | Radomlje             |                      |
| MNZ Maribor          | Lenart               | Dravograd            |                      |
| MNZ Celje            | Brežice              | Šmarje pri Jelšah    |                      |
| MNZ Capodistria      | Jadran Dekani        | Postumia             |                      |
| MNZ Nova Gorica      | Brda                 | Tolmin               |                      |
| MNZ Murska Sobota    | Beltinci             | Bogojina             |                      |
| MNZ Lendava          | Nafta 1903           | Turnišče             |                      |
| MNZ Goreniska-Kranj  | Triglav              | Žiri                 |                      |
| MNZ Ptuj             | Aluminij             | Videm                |                      |

### Calendario
| Turno       | Date                    | Partite | Club    |
| ----------- | ----------------------- | ------- | ------- |
| Primo turno | 17 agosto 2016          | 12      | 28 → 16 |
| Ottavi      | 6-15 settembre 2016     | 8       | 16 → 8  |
| Quarti      | 19 e 26 ottobre 2016    | 8       | 8 → 4   |
| Semifinali  | 4-5 e 11-12 aprile 2017 | 4       | 4 → 2   |
| Finale      | 31 maggio 2017          | 1       | 2 → 1   |

## Primo turno
| Squadra 1         | Risultato   | Squadra 2     |
| ----------------- | ----------- | ------------- |
| Jadran Dekani     | 3 – 0       | Videm         |
| Postumia          | 0 – 8       | Radomlje      |
| Lenart            | 0 – 4       | Rudar Velenje |
| Dravograd         | 3 – 4       | Krško         |
| Žiri              | 0 – 5       | Celje         |
| Šmarje pri Jelšah | 1 – 5       | Koper         |
| Turnišče          | 1 – 0       | Brda          |
| Dob               | 1 – 0       | Triglav       |
| Bogojina          | 3 – 5       | Tolmin        |
| Krka              | 3 – 0       | Brežice       |
| Beltinci          | 0 – 2       | Aluminij      |
| Nafta 1903        | 4 – 2 (dts) | Zavrč         |

## Ottavi di finale
Entrano le 4 squadre slovene impegnate nelle coppe europee: Domžale, Gorica, Maribor ed Olimpija.
| Squadra 1     | Risultato             | Squadra 2       |
| ------------- | --------------------- | --------------- |
| Jadran Dekani | 1 – 2                 | Rudar Velenje   |
| Dob           | 0 – 1                 | Krka            |
| Turnišče      | 0 – 2                 | Olimpia Lubiana |
| Tolmin        | 1 – 4 (dts)           | Domžale         |
| Krško         | 2 – 2 (dts) (3-1 dtr) | Celje           |
| Radomlje      | 0 – 2                 | Maribor         |
| Koper         | 0 – 0 (dts) (3-4 dtr) | Aluminij        |
| Nafta 1903    | 1 – 3                 | Gorica          |

## Quarti di finale
| Squadra 1       | Totale      | Squadra 2 | Andata | Ritorno |
| --------------- | ----------- | --------- | ------ | ------- |
| Rudar Velenje   | 2 – 4       | Krka      | 0 – 2  | 2 – 2   |
| Olimpia Lubiana | 6 – 2       | Aluminij  | 2 – 1  | 4 – 1   |
| Gorica          | 1 – 1 (gfc) | Maribor   | 1 – 1  | 0 – 0   |
| Krško           | 1 – 4       | Domžale   | 0 – 2  | 1 – 2   |

## Semifinali
| Squadra 1       | Totale | Squadra 2 | Andata | Ritorno |
| --------------- | ------ | --------- | ------ | ------- |
| Domžale         | 4 – 0  | Krka      | 2 – 0  | 2 – 0   |
| Olimpia Lubiana | 3 – 2  | Maribor   | 2 – 1  | 1 – 1   |

## Finale
| Arbitro: | Slavko Vinčić (Maribor) |

|                |           |  |
| Dobrovoljc 62’ | Marcatori |  |

| Domžale | Olimpija |

### Formazioni
| P               | 1  | Dejan Milić        |       |
| D               | 17 | Matija Širok       |       |
| D               | 25 | Miha Blažič        |       |
| D               | 27 | Gaber Dobrovoljc   | 7’    |
| D               | 29 | Jure Balkovec      | 83’   |
| C               | 90 | Zeni Husmani       |       |
| C               | 30 | Petar Franjić      | 79’   |
| C               | 37 | Žan Majer          |       |
| C               | 4  | Amedej Vetrih      | 90+3’ |
| C               | 15 | Jan Repas          | 87’   |
| A               | 7  | Ivan Firer         | 79’   |
| A disposizione: |    |                    |       |
| P               | 60 | Kristjan Matošević |       |
| D               | 6  | Rok Elsner         |       |
| D               | 33 | Matija Rom         |       |
| C               | 5  | Luka Volarič       | 79’   |
| C               | 13 | Žan Žužek          |       |
| C               | 70 | Luka Žinko         |       |
| A               | 92 | Elvis Bratanovič   | 87’   |
| Allenatore:     |    |                    |       |
| Simon Rožman    |    |                    |       |

| P               | 13 | Rok Vodišek      |          |     |
| D               | 2  | Denis Klinar     | 57’      |     |
| D               | 27 | Aris Zarifović   | 90+3’    |     |
| D               | 32 | Nemanja Mitrovič | , 90+3’  |     |
| D               | 44 | Dino Štiglec     |          |     |
| C               | 21 | Kingsley Boateng | 13’      | 51’ |
| C               | 88 | Danijel Miškić   | 64’      |     |
| C               | 6  | Alexandru Crețu  | 10’, 56’ |     |
| C               | 17 | Andraž Kirm      | 52’      | 77’ |
| A               | 26 | Leon Benko       | 72’      |     |
| A               | 28 | Issah Abass      |          | 61’ |
| A disposizione: |    |                  |          |     |
| P               | 41 | Nejc Vidmar      |          |     |
| D               | 30 | Branko Ilić      |          |     |
| D               | 33 | Kenan Bajrić     | 61’      |     |
| C               | 16 | Ricardo Alves    |          |     |
| C               | 18 | Jakob Novak      |          |     |
| A               | 10 | Julius Wobay     | 51’      |     |
| A               | 11 | Nathan Oduwa     | 77’      |     |
| Allenatore:     |    |                  |          |     |
| Safet Hadžić    |    |                  |          |     |